# Административно-бюджетное управление
Административно-бюджетное управление (англ. Office of Management and Budget, OMB) — государственное учреждение в составе администрации президента США, занимающееся подготовкой ежегодного Федерального бюджета для представления в Конгрессе. Когда бюджет принят, данное управление контролирует его исполнение и представляет данные о текущем исполнении федерального финансирования. Орган исполнительной власти в США, созданный в его нынешней форме в 1970 г. и отвечающий за подготовку и исполнение федерального бюджета. АБУ было учреждено с целью усилить контроль президента над федеральной бюрократией.
На федеральном уровне это управление отвечает за:
1. Подготовку и представление Конгрессу бюджета Президента (в его обязанности входит также разработка федеральной бюджетной политики на оперативном уровне и конкретных бюджетно-налоговых мероприятий; практическое управление и координация экономической и финансовой деятельности федеральных министерств и ведомств)[3].
2. Работу с Национальном экономическим советом США и Министерством финансов США в процессе разработки налоговой программы.
3. Оценку политики администрации Президента и результатов деятельности правительственных агентств.
4. Представление рекомендаций Президенту по законодательным вопросам[4][5].